# یواس‌اس پوتوماک (ای‌تی-۵۰)
یواس‌اس پوتوماک (ای‌تی-۵۰) (به انگلیسی: USS Potomac (AT-50)) یک کشتی بود که طول آن ۱۳۸ فوت ۹ اینچ (۴۲٫۲۹ متر) بود. این کشتی در سال ۱۸۹۷ ساخته شد.